# Głuptak australijski
Głuptak australijski (Morus serrator) – gatunek dużego ptaka morskiego z rodziny głuptaków (Sulidae). Lęgi odbywa na wybrzeżach południowo-wschodniej Australii, Tasmanii i Nowej Zelandii; niewielka kolonia także na wyspie Norfolk. Zimę spędza na przyległych wodach oraz dalej wzdłuż wschodnich i zachodnich wybrzeży Australii aż po okolice zwrotnika Koziorożca.

## Systematyka
Gatunek ten po raz pierwszy zgodnie z zasadami nazewnictwa binominalnego opisał John Gould pod nazwą Sula australis. Opis ukazał się w 1841 roku w „Proceedings of the Zoological Society of London”. Nazwa ta okazała się już jednak zajęta – użył jej kilkanaście lat wcześniej James Francis Stephens w odniesieniu do głuptaka czerwononogiego (Sula sula). W 1843 roku George Robert Gray użył nazwy Pelecanus serrator jako synonimu nazwy Sula australis Goulda. Gray nie opisał gatunku, ale zamieścił wzmiankę o rysunku tego ptaka wykonanym w trakcie pierwszej podróży Jamesa Cooka przez Sydneya Parkinsona w oparciu o osobnika odstrzelonego przez Josepha Banksa w grudniu 1769 roku; osobnik przestawiony na tym rysunku jest obecnie uznawany za holotyp, a jako miejsce jego pozyskania podawane są okolice Wysp Trzech Króli. Gray zaczerpnął nazwę Pelecanus serrator z rękopisu Daniela Solandera, także uczestnika pierwszej podróży Cooka, jednak przepisał ją z błędem – w oryginale brzmiała ona Pelecanus Sectator. Nazwa Graya (w 1845 roku zmieniona przez niego na Sula serrator) zyskała akceptację większości XIX-wiecznych autorów, choć Gould w kolejnych publikacjach pozostał przy swojej nazwie. Obecnie gatunek umieszczany jest w rodzaju Morus.
Dawniej gatunek ten bywał uznawany za jeden gatunek z głuptakiem zwyczajnym (Morus bassanus) i głuptakiem przylądkowym (Morus capensis). Jest to gatunek monotypowy. Opisano podgatunki dyotti i rex, ale nie są one uznawane.

## Charakterystyka

### Morfologia
Wygląd zewnętrzny: Długi dziób. Zaostrzone skrzydła i długi ogon. Ciało białe, złotopłowa głowa, czarne końce, tylna krawędź skrzydeł i środkowe sterówki. Młode ptaki w ciemnobrązowe plamki, z jaśniejszym spodem.
Rozmiary:
- Długość ciała: 84–91 cm[2]
- Rozpiętość skrzydeł: 160–170 cm[2]

Masa ciała: ok. 2350 g

### Głos
- Krakanie, przy gnieździe nosowe gruchanie i gdakanie.

## Występowanie

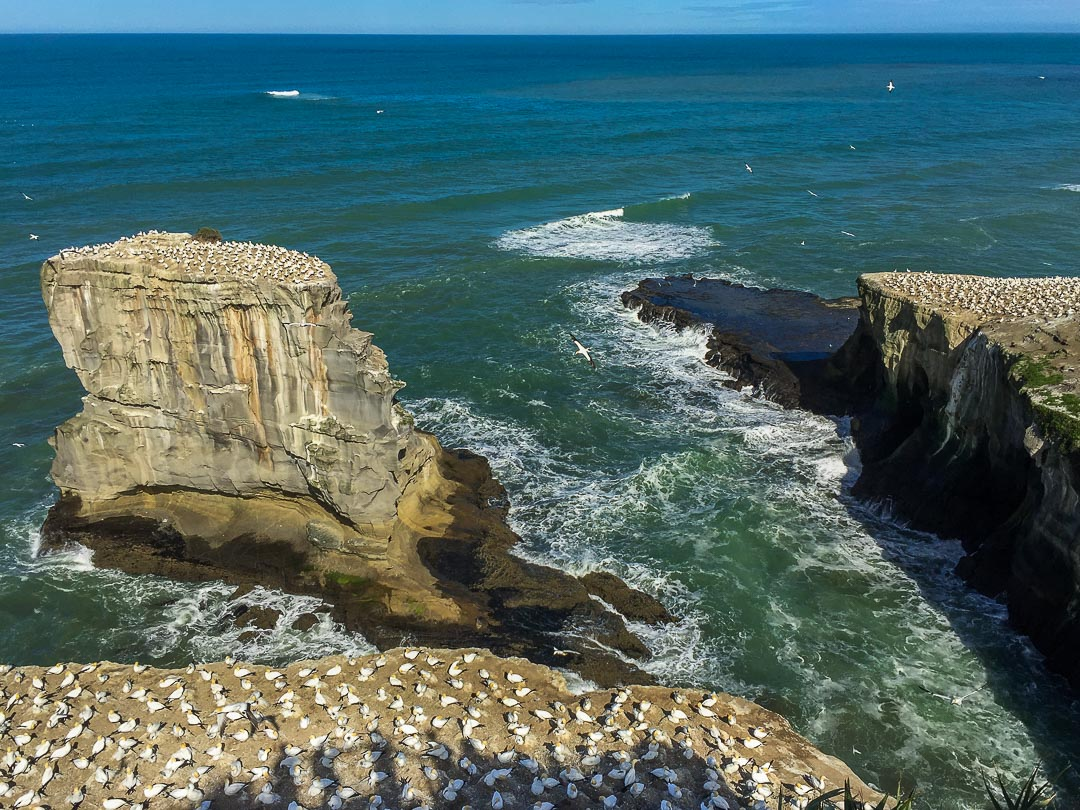
Kolonia głuptaków w Muriwai w Nowej Zelandii

### Środowisko
Skały i klify nad morzem.

### Zasięg występowania
Australia, Nowa Zelandia i przybrzeżne wyspy.

## Rozród

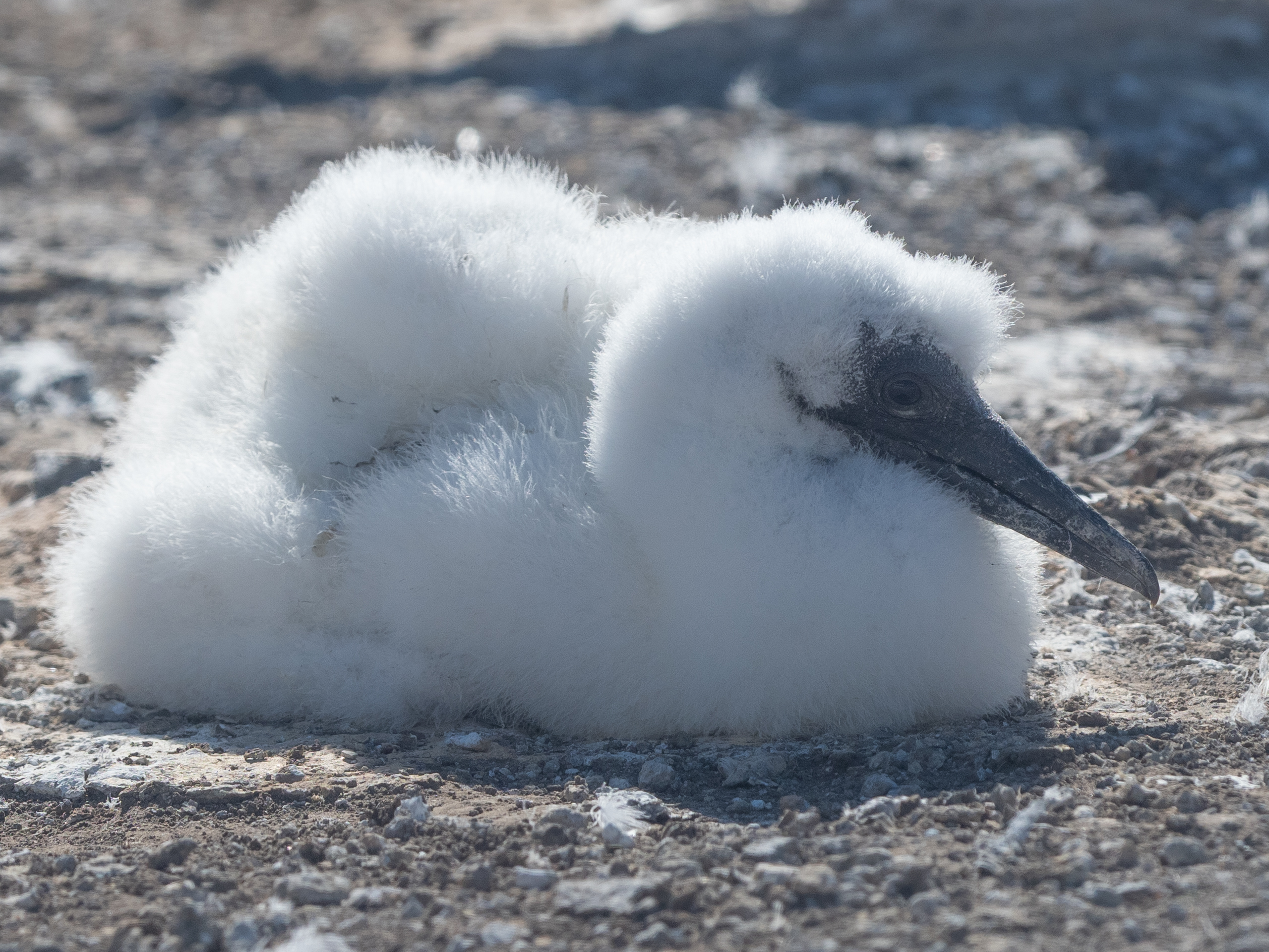
Pisklę

Habitat: strome skaliste wybrzeża. Tworzy duże kolonie na klifach.
Gniazdo: zbudowane najczęściej z wodorostów.
Jaja: samica składa jedno jajo.
Wysiadywanie: jajo jest wysiadywane przez obydwoje rodziców.
Pisklęta: jaśniejszy spód ciała niż u dorosłych. Ciemno nakrapiane. Gniazdo opuszczają po ok. 60 dniach.

## Pożywienie
Żywi się rybami. Nurkuje z powietrza ze złożonymi skrzydłami, łapie rybę i odlatuje.

## Status
W Czerwonej księdze gatunków zagrożonych IUCN głuptak australijski jest klasyfikowany jako gatunek najmniejszej troski (LC – Least Concern). Trend liczebności populacji ocenia się jako prawdopodobnie wzrostowy dzięki zmniejszeniu prześladowań tego gatunku przez ludzi.